# Labastide-sur-Bésorgues
Labastide-sur-Bésorgues är en kommun i departementet Ardèche i regionen Auvergne-Rhône-Alpes i sydöstra Frankrike. Kommunen ligger  i kantonen Antraigues-sur-Volane som ligger i arrondissementet Largentière. År 2022 hade Labastide-sur-Bésorgues 282 invånare.

## Befolkningsutveckling
Antalet invånare i kommunen Labastide-sur-Bésorgues
Referens: INSEE